# Šehovci (Mrkonjić Grad)
Pour les articles homonymes, voir Šehovci.
Šehovci (en serbe cyrillique : Шеховци) est un village de Bosnie-Herzégovine. Il est situé dans la municipalité de Mrkonjić Grad et dans la république serbe de Bosnie. Selon les premiers résultats du recensement bosnien de 2013, il compte 271 habitants.

## Démographie

### Évolution historique de la population dans la localité
| 1948 | 1953 | 1961 | 1971  | 1981 | 1991 | 2013 |
| ---- | ---- | ---- | ----- | ---- | ---- | ---- |
| -    | -    | -    | 1 185 | 939  | 642, | 271  |

|  |

### Communauté locale
En 1991, la communauté locale de Šehovci comptait 1 850 habitants, répartis de la manière suivante :